# بو بایس
هارولد الوین "بو" بایس جونیور(به انگلیسی: Harold Elwin "Bo" Bice, Jr.) (زاده ۱ نوامبر، ۱۹۷۵) که با نام بو بایس شناخته می‌شود خواننده و نوازنده آمریکایی و فینالیست چهارمین دوره از سری مسابقات آمریکن آیدل است.
اولین آلبوم رسمی بو بایس در سال ۲۰۰۵ با نام The Real Thing وارد بازار شد که پرفروش‌ترین آلبوم وی بود از این آلبوم تک‌آهنگ "Inside Your Heaven مقام دوم را در بیلبورد ۱۰۰ بدست آورد. .

## آلبوم‌ها
- ۲۰۰۵: The Real Thing
- ۲۰۰۷: See the Light
- ۲۰۱۰: ۳